# Heinrich Göppert
Johann Heinrich Robert Göppert (født 25. juli 1800 i Sprottau i Schlesien, død 18. maj 1884 i Breslau) var en tysk botaniker. 
Göppert studerede først farmaci, derefter medicin. Han tog doktorgraden (De nutritione plantarum, "Om Planternes Ernæring") og nedsatte sig som praktiserende læge i Breslau. I 1827 habiliterede Göppert sig som privatdocent i medicin og botanik, blev snart professor og udnævntes 1852 til direktør for den botaniske have i Breslau. Dennes tidligere direktør, Treviranus, havde vakt interessen hos Göppert for det plantefysiologiske studium, og hans arbejder over giftstoffers indvirken på planterne såvel som studier over varmeudvikling hos blomstrende og spirende planter samt forbindelsen mellem denne og åndingsprocessen, som allerede Senebier og Saussure havde fremhævet, er frugter fra hin periode. Göpperts hovedfortjeneste ligger dog på det fytopalæontologiske område, i studiet af den uddøde, den "forstenede" planteverden. Af hans skrifter herom er mange meget betydningsfulde, såsom: Die Gattungen der fossilen Farrnkräuter verglichen mit den jetzt lebenden (1836), Die Gattungen der fossilen Pflanzen verglichen mit denen der Jetztwelt (1841—45, med 55 tavler), Die Tertiärflora der Insel Java (1854, med 14 tavler), Monographie der fossilen Coniferen (1850, med 58 tavler); selvfølgelig måtte en så mærkelig forhistorisk fremtoning som ravet, der jo netop særlig findes i Göpperts hjemland, ægge ham til studium, så meget mere som selve fossilisationsprocessen her kan lade sig granske i sin udvikling. Vi har også fra Göpperts hånd dels (fra 1845 i forening med Berendt) Der Bernstein und die in ihm befindlichen Pflanzenreste der Vorwelt (med 7 tavler), dels Untersuchungen über die Bernsteinflora (1883 med 16 tavler). Særlig må også fremhæves, at stenkulsformationernes planteaftryk og overhovedet stenkulslejernes oprindelse gentagne gange har været genstand for specielle og dybtgående, mønstergyldige, botanisk-geologiske arbejder fra Göpperts hånd. Så omfattende og talrige studier på det fytopalæontologiske område kunde ikke drives uden meget store samlinger; men også sådanne anlagde Göppert. Hans enestående samling af stenkulsforsteninger skaffede ham 1867 sølvmedaljen på Pariserudstillingen. 